# Krasnodarski (Oktiabrski)
|  | Per a altres significats, vegeu «Krasnodarski». |

Krasnodarski - Краснодарский (rus) és un possiólok del krai de Krasnodar, a Rússia. Es troba a les terres baixes de Kuban-Azov, a l'inici del delta del Kuban. És a 12 km al sud-est de Poltàvskaia i a 61 km a l'oest de Krasnodar.
Pertany al possiólok d'Oktiabrski.